# Hetman polny koronny

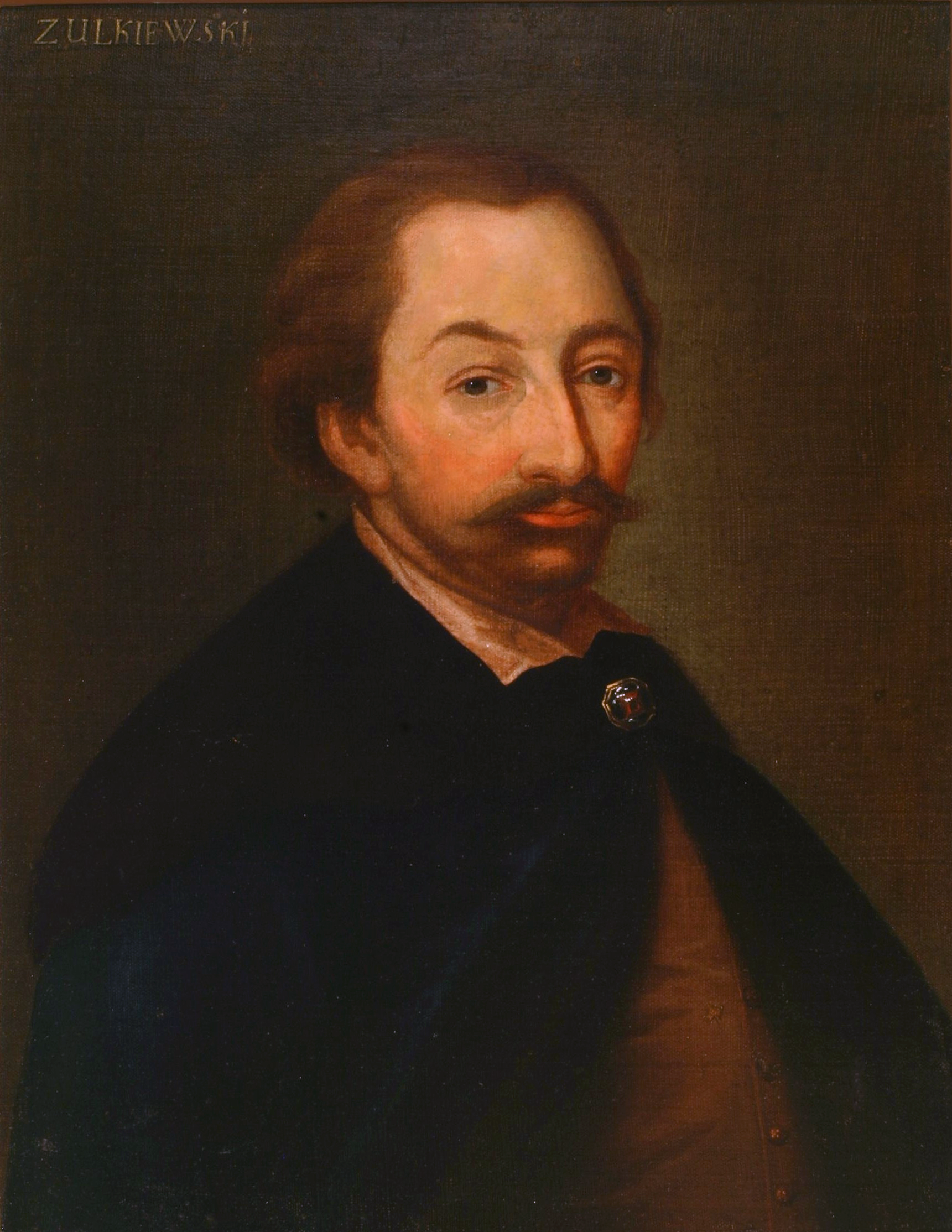
Stanisław Żółkiewski

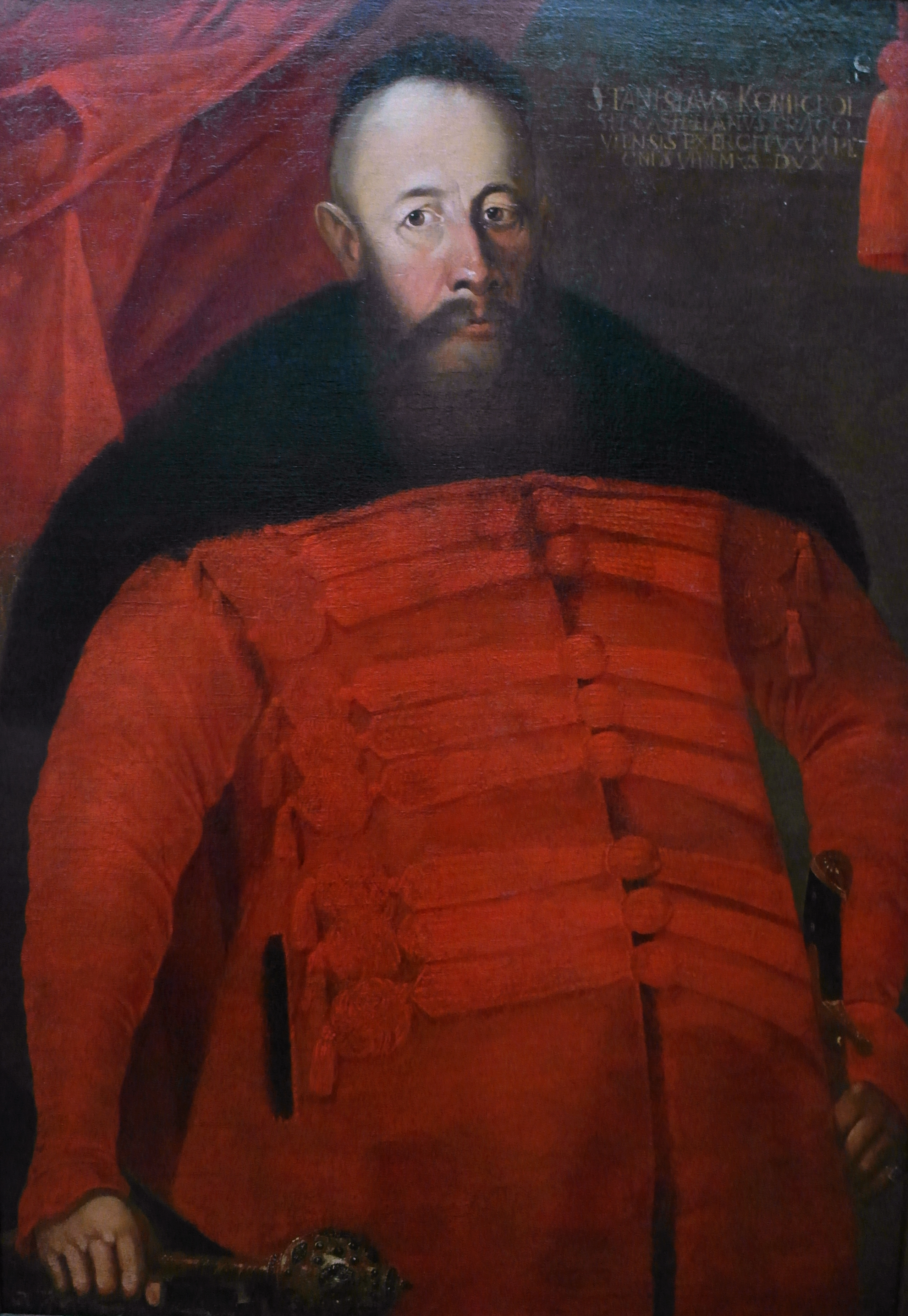
Stanisław Koniecpolski

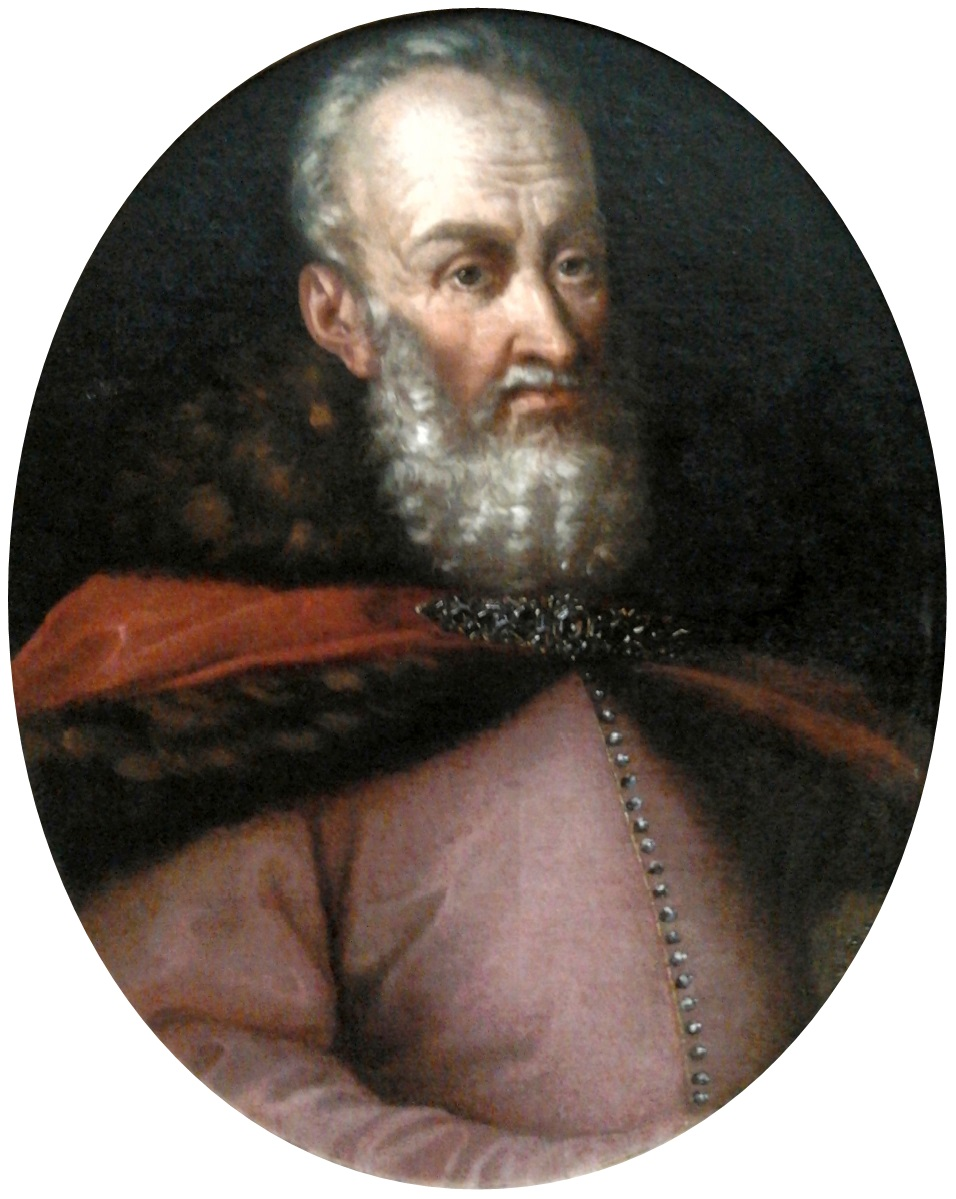
Stanisław Rewera Potocki

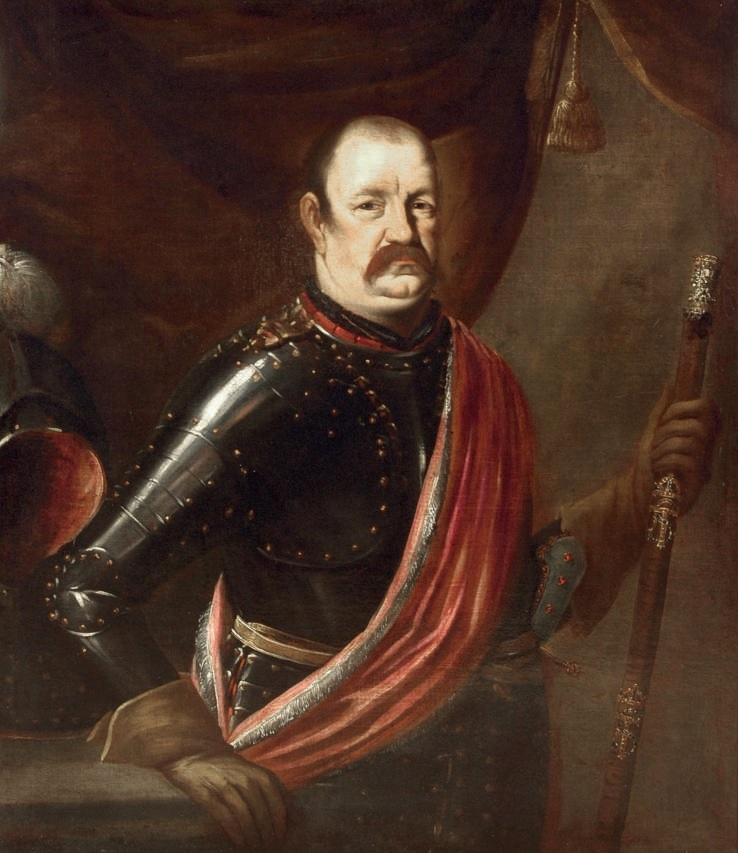
Jerzy Sebastian Lubomirski

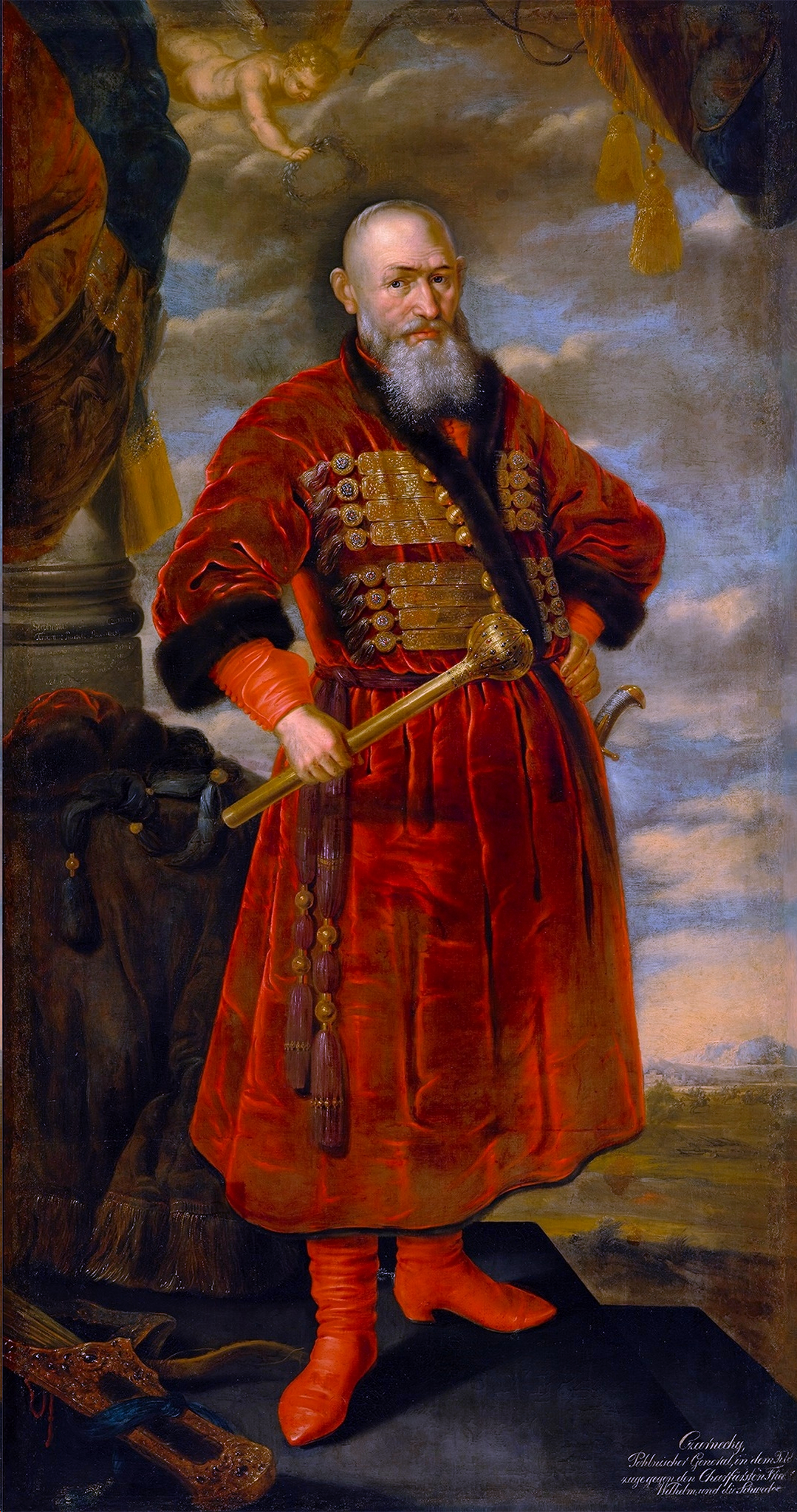
Stefan Czarniecki

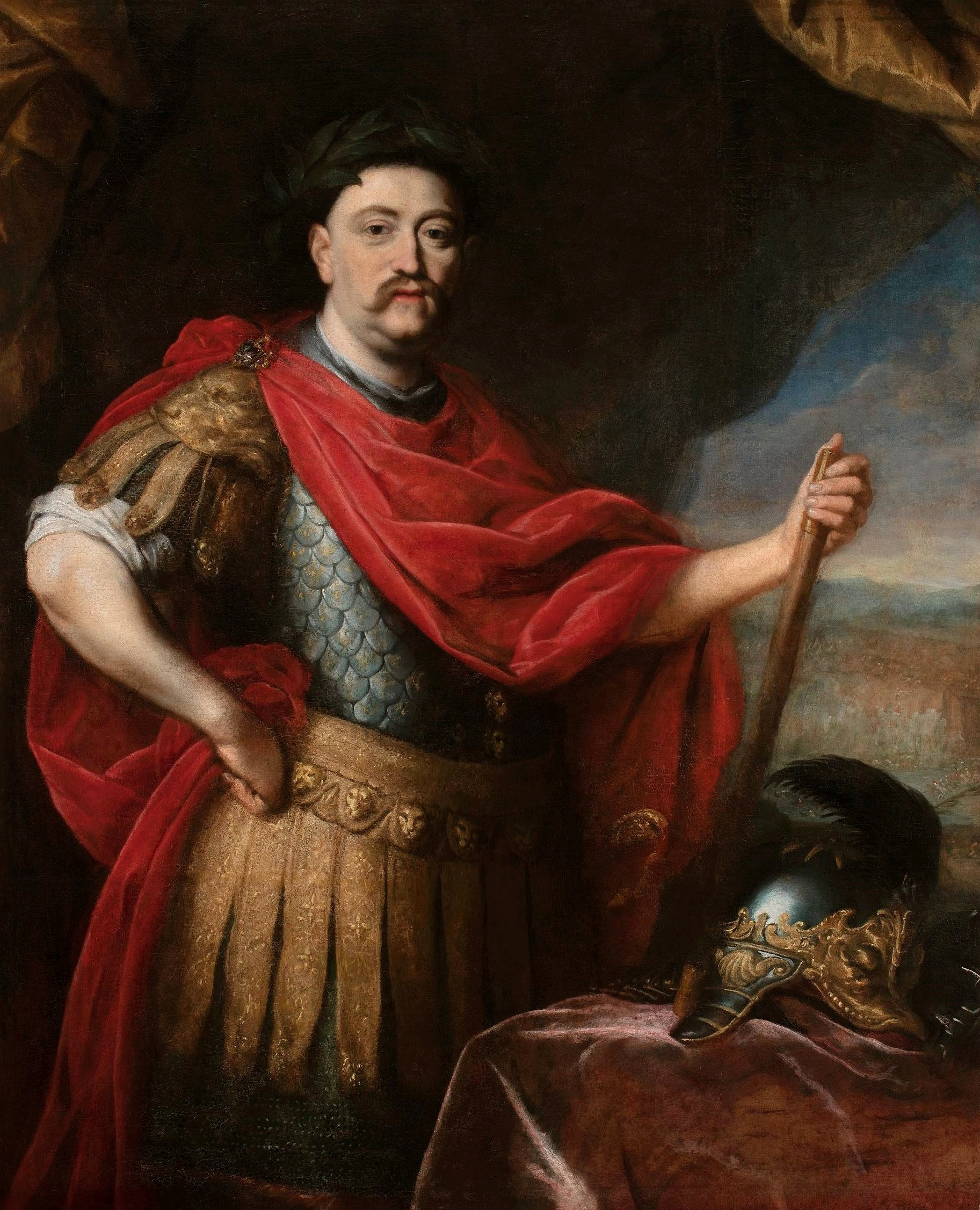
Jan Sobieski (portretowany już jako król Polski, po wiktorii wiedeńskiej)

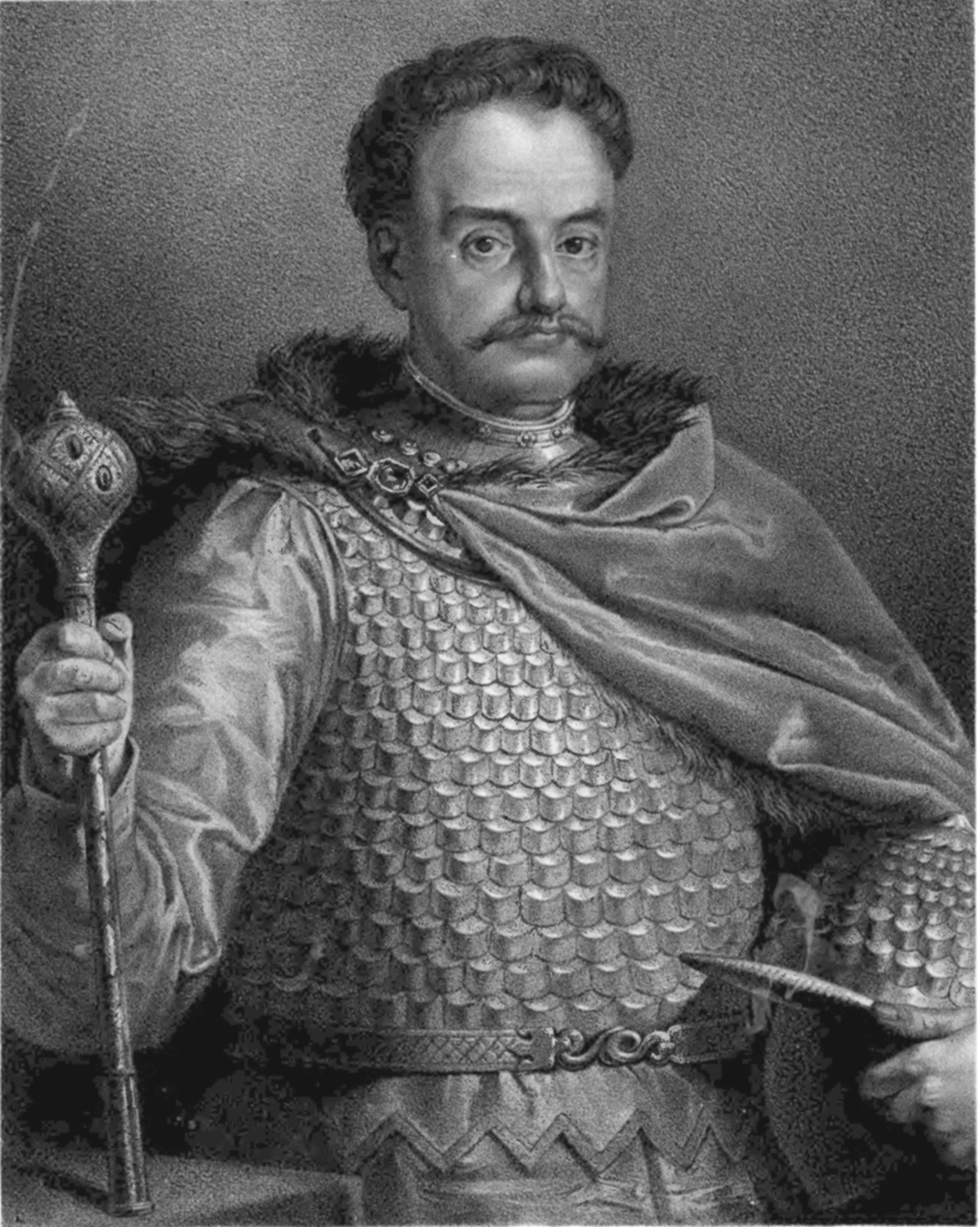
Stanisław Jabłonowski

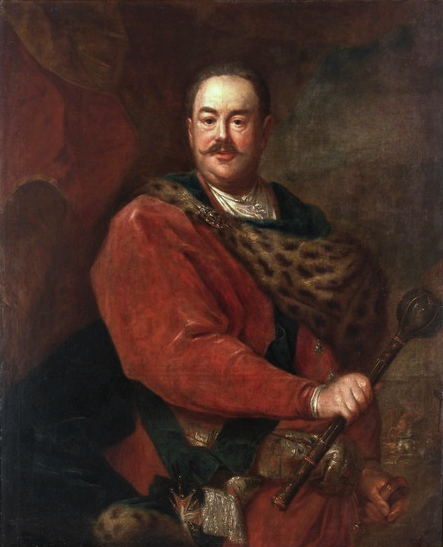
Jan Klemens Branicki

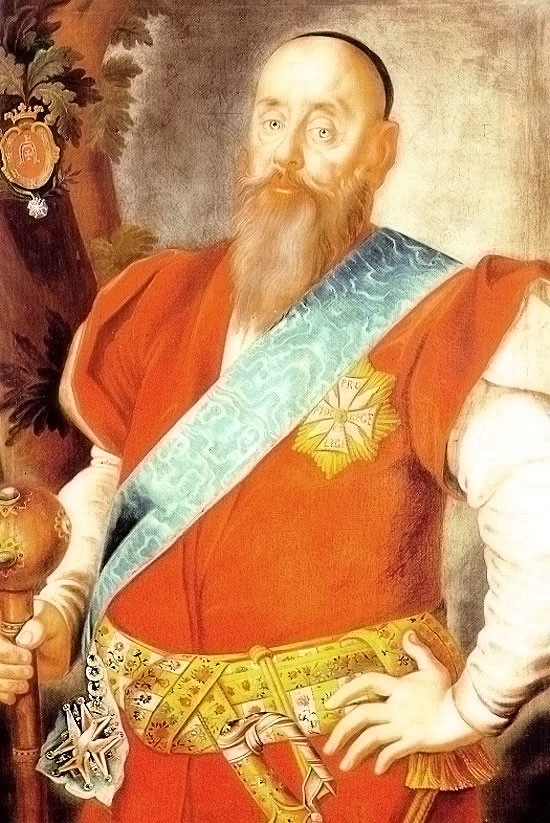
Wacław Rzewuski

Hetman polny koronny – jedna z najwyższych funkcji w wojsku polskim w okresie Rzeczypospolitej Obojga Narodów.
Wkrótce po ustanowieniu instytucji hetmana, została ona podzielona na dwie funkcje o oddzielnych kompetencjach.
Hetman wielki w czasie pokoju pozostawał przy dworze zajmując się ogólną administracją i strzegąc interesów wojska.
Głównym zadaniem hetmana polnego koronnego była ochrona południowo-wschodnich kresów ukrainnych Rzeczypospolitej przed najazdami z sąsiednich państw. Był on bezpośrednim zwierzchnikiem  oddziałów obrony potocznej, a później żołnierzy kwarcianych. Hetmani polni odpowiadali za wywiad, rozpoznanie i prowadzenie doraźnych walk (np. z Kozakami lub Tatarami). W trakcie bitwy pod zwierzchnictwem hetmana wielkiego dowodzili mniej prestiżowym lewym skrzydłem, a w razie jego braku przejmowali dowództwo.
Hetman polny podlegał wielkiemu. Oba stanowiska istniały niezależnie dla Korony i Litwy.
| Hetmani polni koronni | Hetmani polni koronni           | Hetmani polni koronni |
| Rok objęcia urzędu    | Rok złożenia urzędu lub śmierci | Osoba |
| --------------------- | ------------------------------- | --- |
| 1492                  | 1499                            | Stanisław Chodecki z Chodcza |
| 1499                  | 1501                            | Piotr Myszkowski |
| 1501                  | 1505                            | Stanisław Chodecki z Chodcza |
| 1505                  | 1509                            | Jan Kamieniecki |
| 1509                  | 1520                            | Jan Tworowski |
| 1520                  | 1528                            | Marcin Kamieniecki |
| 1528                  | 1538                            | Jan Koła z Dalejowa |
| 1539                  | 1561                            | Mikołaj Sieniawski – 1561 awans na hetmana w.kor. |
| 1562                  | 1565                            | Stanisław Leśniowolski |
| 1565                  | 1569                            | wakat |
| 1569                  | 1569                            | Jerzy Jazłowiecki – powierzono mu oficjalne pełnienie obowiązków hetmana w.kor. bez formalnej nominacji (zm. 1575) |
| 1569                  | 1575                            | wakat |
| 1575                  | 1576                            | Mikołaj Sieniawski, zm. przed 12.05.1584 r. |
| 1576                  | 1584                            | Jan Zborowski |
| 1584                  | 1588                            | wakat |
| 1588                  | 1618                            | Stanisław Żółkiewski – 06.02.1618 awans na hetmana w. kor., jednocześnie od 06.03.1618 kanclerz w. kor. Zginął 06.10.1620 pod Cecorą. |
| 1618                  | 1632                            | Stanisław Koniecpolski – 1632 awans na hetmana w. kor. |
| 1632                  | 1633                            | wakat |
| 1633                  | 1636                            | Marcin Kazanowski (zm. 29.10.1636) |
| 1636                  | 1637                            | wakat |
| 1637                  | 1646                            | Mikołaj Potocki – 1646 awans na hetmana w. kor. |
| 1646                  | 1652                            | Marcin Kalinowski (03.06.1652 zginął w bitwie pod Batohem) |
| 1652                  | 1654                            | Stanisław Rewera Potocki – 1654 awans na hetmana w. kor. |
| 1654                  | 1657                            | Stanisław Lanckoroński (zm. przed 19.02.1657 r.) |
| 1657                  | 1664                            | Jerzy Sebastian Lubomirski – jednocześnie od 1650 marszałek w. kor., pozbawiony urzędów 29.12.1664 r. wyrokiem sądu sejmowego |
| 1665                  | 1665                            | Stefan Czarniecki – nominacja 02.01.1665 po Jerzym Sebastianie Lubomirskim, zmarł 16.02.1665 r. |
| 1665                  | 1666                            | wakat |
| 1666                  | 1668                            | Jan Sobieski – 1668 awans na hetmana w. kor., jednocześnie od 8 lub 17.01.1665 marszałek w. kor. |
| 1668                  | 1676                            | Dymitr Jerzy Wiśniowiecki – 1676 awans na hetmana w. kor. |
| 1676                  | 1683                            | Stanisław Jan Jabłonowski – 1683 (według niektórych źródeł 1682) awans na hetmana w. kor. |
| 1683                  | 1683                            | Mikołaj Hieronim Sieniawski (zm. 15.12.1683) |
| 1683                  | 1684                            | wakat |
| 1684                  | 1691                            | Andrzej Potocki (zm. 30.08. lub 02.09.1691) |
| 1691                  | 1692                            | wakat |
| 1692                  | 1702                            | Feliks Szczęsny Potocki – 01.05.1702 awans na hetmana w. kor., zm. 15.05.1702 r. |
| 1702                  | 1702                            | Hieronim Augustyn Lubomirski – nominacja 08.05.1702, awans 22.05.1702 na hetmana w. kor. po nagłym zgonie Feliksa Szczęsnego Potockiego. |
| 1702                  | 1706                            | Adam Mikołaj Sieniawski – 1706 awans na hetmana w. kor. |
| 1706                  | 1726                            | Stanisław Mateusz Rzewuski – 1726 awans na hetmana w. kor. |
| 1726                  | 1728                            | Stanisław Chomętowski (zm. sierpień/wrzesień 1728) |
| 1728                  | 1735                            | wakat |
| 1735                  | 1752                            | Jan Klemens Branicki – 1752 awans na hetmana w. kor. |
| 1752                  | 1773                            | Wacław Rzewuski – 1773 awans na hetmana w. kor. |
| 1773                  | 1774                            | Franciszek Ksawery Branicki – 1774 awans na hetmana w. kor. |
| 1774                  | 1794                            | Seweryn Rzewuski – 27.01.1792 pozbawiony urzędu konstytucją sejmową znoszącą urząd hetmanów polnych, po zwycięstwie konfederacji targowickiej – której był jednym z przywódców – nadal sprawował urząd. 22.02.1794 złożył urząd w proteście przeciwko dokonanemu II rozbiorowi Rzeczypospolitej. Zmarł w 1811 r. |